# اتهام (مسلسل)
اتهام هو مسلسل تلفزيوني مصري لبناني مشترك عُرض في شهر رمضان عام 1435 هـ، من بطولة ميريام فارس وحسن الرداد وعزت أبو عوف، من تأليف كلوديا مرشليان، ومن إخراج فيليب أسمر.

## قصة المسلسل
يتكلم المسلسل عن فتاة تعيش في الضيعة الصغيرة تعمل في معمل خياطة وتاتيها فرصة العمل في مصر وتبدأ أحداث المسلسل عن تجارة البنات وكانت ميريام فارس التي قامت بدور ريم التي كانت الضحية تم سجنها وبعد ذلك يأتيها أحد رجال الأعمال الذي اخرجها من السجن وتزوج بها وبعد مرور شهر توفي زوجها وأصبحت غنية من أموال زوجها وكانت تتواعد مع حسن الرداد الذي يقوم بدور خالد.

## طاقم التمثيل

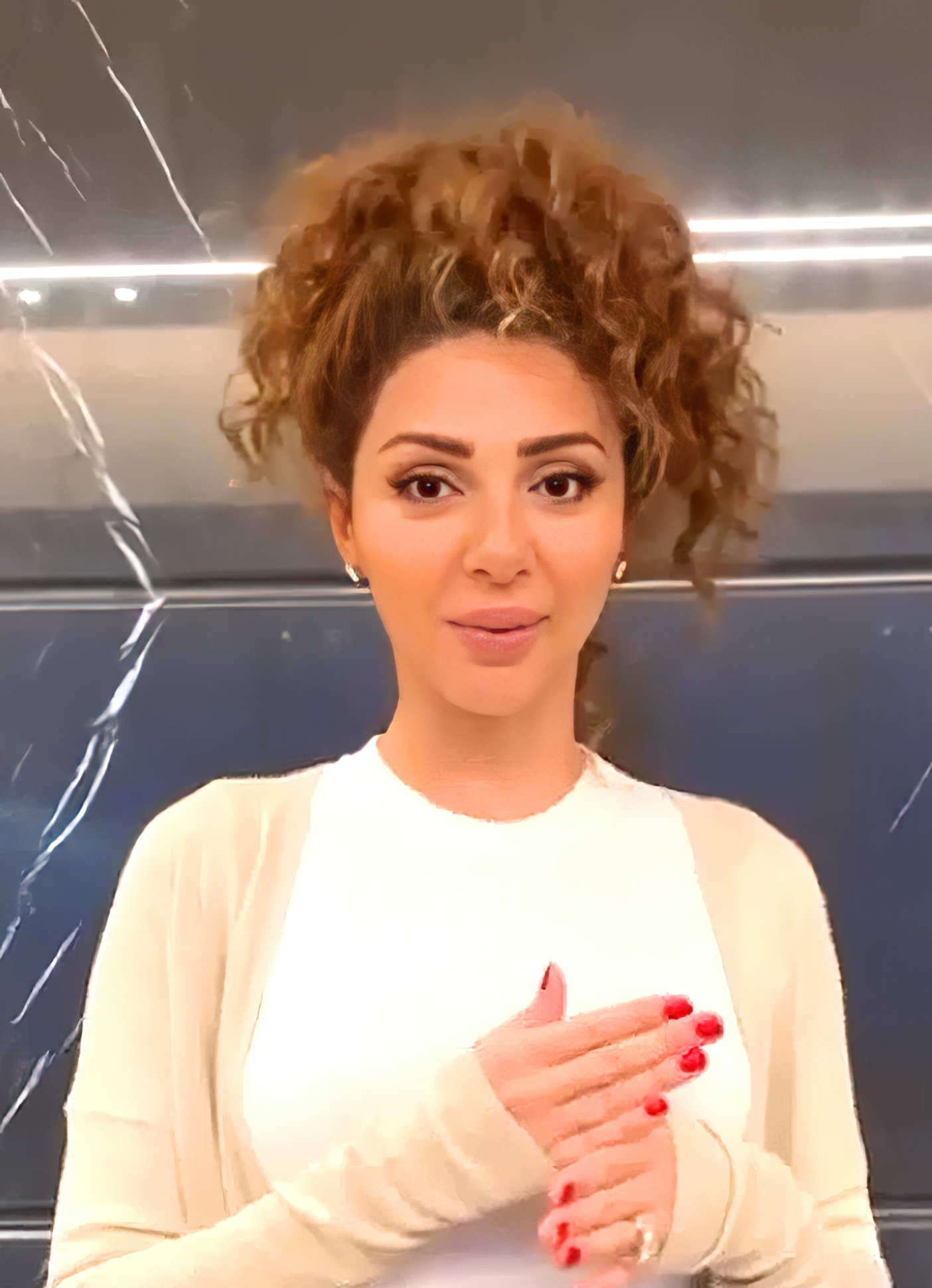
ميريام فارس في دور ريم خير الله

- ميريام فارس: ريم خير الله
- حسن الرداد: خالد
- عزت أبو عوف: كامل رشوان
- أحمد خليل: أشرف رياض
- تقلا شمعون: ليلى
- نهلا داوود: نجيبة
- رشا مهدي
- نظلي الرواس
- طوني عيسى: وليد
- كارمن بصيبص: خلود أشرف رياض
- جوي سلامة: لين أشرف رياض
- آية طيبا: مي
- علي منيمنة
- وليد العلايلي: ماجد
- فادي إبراهيم: منصور
- نيكولا مزهر: إبراهيم
- سارة أبي كنعان
- ليلى قمري: والدة ريم
- سمارة نهرا: والدة وليد
- أيمن قنديل: زكي
- صلاح تيزاني
- مديحة الحسيني
- رانيا محمود ياسين
- أمير عبد المنعم
- سالي بسمة